# ペガスス座イオタ星
ペガスス座ι星（ペガススざイオタせい、ι Pegasi、ι Peg）は、ペガスス座の連星である。地球からは、およそ約38.5光年離れた位置にある。

## 特徴
ペガスス座ι星は、視覚的には分離できないが、スペクトルを観測すると線が二重になっていることで、恒星が2つあることがわかる分光連星である。連星であることは、1899年にキャンベルが発見した。発見当時の観測装置の性能では、スペクトル線は単一成分にしかみえなかったが、視線速度の時間変化を調べることで、公転運動の存在が明らかになり、1904年にはカーティスが初めて軌道要素を推定した。
主星のペガスス座ι星Aは、黄白色の主系列星で、太陽よりやや明るい。主星と、伴星のペガスス座ι星Bとは、約10.2日周期で共通重心の周りを公転している。金属量は、太陽とほぼ同じと考えられているが、リチウムは主星も伴星もかなり過剰で、これは星系がかなり若いことを示唆しており、年齢は数千万年から数億年とみられる。
主星は、40億年くらい後には、進化して主系列星から巨星へ移行するだろうと考えられる。そうなると、主星はロシュ・ローブからあふれ、伴星へと物質が流れ込むようになる。これによって、主星と伴星の質量がいずれ逆転し、伴星の進化が加速して、80億年くらい先には、白色矮星同士の連星系になるものと考えられる。

## 名称
中国では、ペガスス座ι星は、臼という星官を、はくちょう座μ1星、ペガスス座κ星、ペガスス座32番星と共に形成する。ペガスス座ι星自身は、臼三つまり臼の3番星と呼ばれる。